# Riu Vaixka
El riu Vaixka (Вашка en rus) és un riu del nord de la Rússia europea, un afluent per l'esquerra del riu Mezén que discorre per la República de Komi i l'óblast d'Arkhànguelsk. Té una longitud de 605 km i comprèn una conca hidrogràfica de 20.500 km².

## Goegrafia
El Vaixka s'uneix al riu Mezén per l'esquerra a Leixukónskoie. A la seva conca s'hi troben uns 900 llacs. El riu es glaça de finals d'octubre a començament de maig. Fora d'aquest període és navegable en més de 300 km, des del naixement fins a la localitat d'Ust-Vaixerga.